# Timothy Chandler
Timothy Chandler, född 29 mars 1990, är en tysk-amerikansk fotbollsspelare (högerback) som spelar för Eintracht Frankfurt i Bundesliga.